# Suturlija
Suturlija (u nekim izvorima Surtolija) je rijeka u Bosni i Hercegovini, lijeva pritoka Vrbasa. 
Izvire u selu Pervanu nedaleko od Banje Luke. Ulijeva se u Vrbas u Banjojluci. Dužina toka joj je oko 17 km, a površina porječja 71 km2.

## Vanjske poveznice
|  | Zajednički poslužitelj ima još gradiva o temi Suturlija |